# GSM box

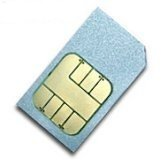
SIM card di telefoni GSM

Il GSM box o GSM gateway (noto anche con locuzioni di significato equivalente) è un dispositivo che permette di instradare le chiamate in partenza da telefoni fissi attraverso la telefonia mobile. Installato nei centralini delle aziende per smistare il traffico uscente verso i cellulari può gestire fino a 30 SIM, anche di operatori e piani tariffari diversi, e utilizzare quella più conveniente a seconda dell'orario, del numero chiamato o della promozione in corso (least cost routing).
Un utilizzo non illegale, ma generalmente in contrasto con le norme contrattuali, è fatto da alcune società telefoniche che rastrellando sul mercato migliaia di SIM le utilizzano per trasformare il traffico da fisso-mobile, la cui tariffa è più alta, in traffico mobile-mobile a tariffe più economiche. La differenza tra le due tariffe si tramuta in guadagno per l'operatore di telefonia fissa.
Questo instradamento non ha alcun costo aggiuntivo per l'utente, che pagherà la tariffa pattuita fisso-mobile, ma rappresenta un danno economico per i gestori di telefonia mobile perché solitamente viene utilizzato del traffico a tariffe promozionali.

## Impatti sui tabulati di traffico storico
Inoltre l'instradamento attraverso GSM box ha un risvolto negativo nelle indagini giudiziarie: quando una chiamata passa attraverso uno di questi dispositivi perde l'identificativo del chiamante, rendendo i tabulati delle telefonate inutili.
In realtà la tracciabilità della chiamata non è impossibile ma solo più laboriosa, dato che la rete a monte del GSM box conserva l'informazione sull'identità del chiamante, se presente. Inoltre normalmente un GSM box è configurato per memorizzare i record delle chiamate associandole alle singole SIM.
Da notare che al contrario di quanto accade con il protocollo SS7, se la rete che trasporta la chiamata presenta delle interconnessioni ISDN, l'informazione sull'identità del chiamante può essere bloccata nel transito da una rete SS7 ad una ISDN. Ad esempio in presenza del flag "presentation restricted" in una chiamata, il CLI non viene trasmesso dalla rete SS7 a quella ISDN.

## Impatti sulle intercettazioni
Supponiamo che il numero mobile chiamato dall'utenza fissa attraverso il GSM box sia intercettato. La sostituzione del numero chiamante con la numerazione mobile presente nel GSM box, che avviene nella seconda parte della chiamata, determina che la comunicazione intercettata venga associata ad un numero diverso da quello che ha effettivamente originato la chiamata. L'Autorità giudiziaria non è in grado così di identificare in prima istanza l'utente chiamante che realmente ha chiamato il target. Di conseguenza l'intercettazione potrebbe essere non presentata come prova in tribunale.